# Autobahnknoten Stupava
Der Autobahnknoten Stupava (slowakisch diaľničná križovatka Stupava) ist ein Autobahnkreuz nördlich der slowakischen Hauptstadt Bratislava und verknüpft die Autobahn D2 mit der hier nur zweistreifig gebauten Autobahn D4, der Ringautobahn von Bratislava. Er befindet sich in einem ländlichen Gebiet südwestlich der namensgebenden Stadt Stupava, westlich von Marianka und nordwestlich von Záhorská Bystrica, einem Stadtteil von Bratislava.
Auf der D2 trägt der Knoten die Nummer 50. Zur Planungs- und Bauzeit und in einigen Quellen wurde der Knoten Stupava-juh („Stupava-Süd“) genannt, ausgeschildert ist er jedoch nur als Stupava.

## Bauart
Der Knoten ist von der Bauform her als Teilkleeblatt ausgeführt, mit angelegten Rampen, Schleifen und Brücken auf der Südhälfte des Knotens. Zusätzlich gibt es eine direkte Rampe von der D2 Richtung Ungarn zur D4 Richtung Devínska Nová Ves / Volkswagen-Werk Bratislava, für die fehlenden Rampen bestehen Bauvorleistungen auf der D2. Die fehlenden baulichen Abbiegerelationen werden über höhengleiche Kreuzungen auf der D4 abgewickelt, somit ist der Knoten nur teilhöhenfrei. Die D2 hat 2 × 2 Fahrstreifen plus Standstreifen je Richtung mit teilweise nutzbaren Verteilerstrecken, die D1 hat 2 × 1 Fahrstreifen mit schmalen Standstreifen je Richtung, die auf den bereits fertigen Überführungsbauwerken für die südliche (linke) Verteilerstrecke und Hauptfahrbahn verlaufen.

## Betreuung
Der Knoten wird zur Gänze durch die staatliche Autobahngesellschaft Národná diaľničná spoločnosť, a. s. (kurz NDS) betreut, zuständig ist die Autobahnmeisterei Malacky.

## Geschichte
Der Bau der D2 durch den späteren Knoten begann am 22. April 1969, am 7. November 1973 wurde der 29,3 km lange Bauabschnitt Malacky–Bratislava, Lamač als erste slowakische Autobahn dem Verkehr freigegeben. Lange war aber hier keine Ausfahrt vorgesehen, die nächsten Anschlussstellen waren Bratislava-Lamač fünf Kilometer südlich oder Lozorno neun Kilometer nördlich.
Die Planung des Knotens begann erst 2001. Das Ziel der Vorhabens war vor allem eine Entschärfung der Verkehrssituation in den nordwestlichen Vororten Bratislavas, Entlastung bestehender Straßenzüge sowie eine bessere Anbindung des Volkswagen-Werks. Der Bau begann im April 2009 und der Knoten sollte im März 2011 in Betrieb genommen werden, wegen Probleme mit dem hohen Grundwasserpegel verzögerte sich die Eröffnung bis zum 1. August 2011.
Trotz Beschilderung als Autobahnknoten und der Lage auf der Trasse der Ringautobahn D4 hat der Autobahnknoten Stupava bis zur Gesamtfertigstellung des Rings eher die Bedeutung einer regulären Anschlussstelle, da die D4 etwa anderthalb Kilometer beiderseits des Knotens an normalen Landstraßen endet.